# Langeln, Pinneberg
Langeln là một đô thị tại huyện Pinneberg, trong bang Schleswig-Holstein, nước Đức. Đô thị này có diện tích 10,28 kilômét vuông, dân số thời điểm 31 tháng 12 năm 2006 là 514 người.